# Messier 49
Messier 49 (auch als NGC 4472 bezeichnet) ist eine elliptische Galaxie im Sternbild Jungfrau auf der Ekliptik. Gemeinsam mit der irregulären Galaxie UGC 7636 bildet diese einen Eintrag im Arp-Katalog (Arp 134). Halton Arp gliederte seinen Katalog ungewöhnlicher Galaxien nach rein morphologischen Kriterien in Gruppen. Diese Galaxie gehört zu der Klasse Elliptischer Galaxien mit nahen Fragmenten (Arp-Katalog).
Messier 49 war die erste Galaxie des Virgo-Galaxienhaufens, die gefunden wurde. Entdeckt wurde sie am 19. Februar 1771 vom französischen Astronomen Charles Messier. M49 ist zudem das hellste Mitglied dieses Galaxienhaufens, der etwa 41 Millionen Lichtjahre entfernt ist. Genau wie die beiden Galaxien M60 und M87, die auch Mitglieder dieses Haufens sind, ist M49 eine elliptische Riesengalaxie, die einen hellen kompakten Kern und einen weit ausgedehnten diffusen Halo besitzt. In der Hubble-Sequenz wird dieser Galaxie der Typ E2 gegeben. Sie ist die Hauptgalaxie der südlichen Untergruppe Haufen B des Virgo-Haufens.
Die Galaxie besitzt ein System von Kugelsternhaufen, das allerdings mit etwa 7000 Mitgliedern weit weniger groß ist als das Kugelsternhaufensystem von M87. Wie vom Satelliten XMM-Newton festgestellt wurde, sendet einer der hellsten dieser Kugelsternhaufen starke Röntgenstrahlen aus. Wissenschaftler vermuten, dass die Quelle ein Schwarzes Loch im Zentrum des Kugelsternhaufens ist.